# Monaco E-Prix 2021
Der Monaco E-Prix 2021 (offiziell: 2021 Monaco E-Prix) fand am 8. Mai auf dem Circuit de Monaco in Monte Carlo statt und war das siebte Rennen der FIA-Formel-E-Meisterschaft 2020/21. Es handelte sich um den vierten Monaco E-Prix.

## Bericht

### Hintergrund
Nach dem Valencia E-Prix führte Nyck de Vries in der Fahrerwertung mit neun Punkten vor Stoffel Vandoorne und mit vierzehn Punkten vor Sam Bird. In der Teamwertung hatte Mercedes 23 Punkte Vorsprung auf Jaguar Racing.

### Training
Während im ersten freien Training Sam Bird mit einer Zeit von 1:32:220 die schnellste Runde vor Mitch Evans setzte, stellte Evans mit 1:31:118 die Rekordzeit des Trainings auf.

### Qualifying
Antonio Felix da Costa konnte sich in einem sehr knappen Qualifying die Pole sichern, die ersten Vier wurden jedoch nur durch einen Unterschied von 0,059 Sekunden getrennt. Der Tabellenführer Nyck de Vries landete aufgrund eines Fahrfehlers auf dem vorletzten Platz.

### Rennen
Der E-Prix startete um 16 Uhr. Bereits in der ersten Runde kollidierte Pascal Wehrlein in der Haarnadelkurve mit Alexander Sims und musste das Rennen letztendlich aufgeben. Der Kampf für den Sieg wurde sehr eng, mehrere Fahrer teilten sich über das Rennen den ersten Platz. Nach einem langen Hin und Her nutzte in Runde 18 Felix da Costa den Fan-Boost und ging an Robin Frijns vorbei. Eine Runde später schied Rene Rast aus, nachdem er in die Leitplanke einschlug.
Da Costa musste kurz darauf die Führung gegen Mitch Evans abgeben, dieser hatte jedoch in der letzten Runde Probleme mit der Energie und musste so Da Costa und Frijns vorbei lassen.

## Meldeliste
| Team                             | Fahrzeug                        | Nr. | Fahrer                 |
| -------------------------------- | ------------------------------- | --- | ---------------------- |
| DS Techeetah                     | DS E-Tense FE20 DS E-Tense FE21 | 13  | António Félix da Costa |
| DS Techeetah                     | DS E-Tense FE20 DS E-Tense FE21 | 25  | Jean-Éric Vergne       |
| Nissan e.dams                    | Nissan IM02 Nissan IM03         | 22  | Oliver Rowland         |
| Nissan e.dams                    | Nissan IM02 Nissan IM03         | 23  | Sébastien Buemi        |
| Mercedes-EQ Formula E Team       | Mercedes-EQ Silver Arrow 02     | 5   | Stoffel Vandoorne      |
| Mercedes-EQ Formula E Team       | Mercedes-EQ Silver Arrow 02     | 17  | Nyck de Vries          |
| Envision Virgin Racing           | Audi e-tron FE07                | 4   | Robin Frijns           |
| Envision Virgin Racing           | Audi e-tron FE07                | 37  | Nick Cassidy           |
| BMW i Andretti Motorsport        | BMW iFE.21                      | 27  | Jake Dennis            |
| BMW i Andretti Motorsport        | BMW iFE.21                      | 28  | Maximilian Günther     |
| Audi Sport ABT Schaeffler        | Audi e-tron FE07                | 11  | Lucas di Grassi        |
| Audi Sport ABT Schaeffler        | Audi e-tron FE07                | 33  | René Rast              |
| Jaguar Racing                    | Jaguar I-Type 5                 | 10  | Sam Bird               |
| Jaguar Racing                    | Jaguar I-Type 5                 | 20  | Mitch Evans            |
| TAG Heuer Porsche Formula E Team | Porsche 99X Electric            | 36  | André Lotterer         |
| TAG Heuer Porsche Formula E Team | Porsche 99X Electric            | 99  | Pascal Wehrlein        |
| Mahindra Racing                  | Mahindra M7Electro              | 29  | Alexander Sims         |
| Mahindra Racing                  | Mahindra M7Electro              | 94  | Alex Lynn              |
| ROKiT Venturi Racing             | Mercedes-EQ Silver Arrow 02     | 48  | Edoardo Mortara        |
| ROKiT Venturi Racing             | Mercedes-EQ Silver Arrow 02     | 71  | Norman Nato            |
| Dragon / Penske Autosport        | Penske EV-4 Penske EV-5         | 6   | Nico Müller            |
| Dragon / Penske Autosport        | Penske EV-4 Penske EV-5         | 6   |                        |
| Dragon / Penske Autosport        | Penske EV-4 Penske EV-5         | 7   | Sérgio Sette Câmara    |
| NIO 333 FE Team                  | NIO 333 001                     | 8   | Oliver Turvey          |
| NIO 333 FE Team                  | NIO 333 001                     | 88  | Tom Blomqvist          |

## Klassifikationen

### Qualifying
| Pos. | Fahrer                 | Team                             | Zeit     | Superpole | Start |
| ---- | ---------------------- | -------------------------------- | -------- | --------- | ----- |
| 01   | António Félix da Costa | DS Techeetah                     | 1:31.832 | 1:31.317  | 1     |
| 02   | Robin Frijns           | Envision Virgin Racing           | 1:31.638 | 1:31.329  | 2     |
| 03   | Mitch Evans            | Panasonic Jaguar Racing          | 1:31.772 | 1:31.368  | 3     |
| 04   | Jean-Éric Vergne       | DS Techeetah                     | 1:31.853 | 1:31.376  | 4     |
| 05   | Maximilian Günther     | BMW i Andretti Motorsport        | 1:31.853 | 1:32.039  | 5     |
| 06   | Oliver Rowland         | Nissan e.dams                    | 1:31.853 | –         | 6     |
| 07   | Nick Cassidy           | Panasonic Jaguar Racing          | 1:31.853 | –         | 7     |
| 08   | Pascal Wehrlein        | TAG Heuer Porsche Formula E Team | 1:31.900 | –         | 8     |
| 09   | Alex Lynn              | Mahindra Racing                  | 1:31.952 | –         | 9     |
| 10   | Norman Nato            | ROKiT Venturi Racing             | 1:31.964 | –         | 12    |
| 11   | René Rast              | Audi Sport ABT Schaeffler        | 1:32.125 | –         | 10    |
| 12   | Alexander Sims         | Mahindra Racing                  | 1:32.146 | –         | 11    |
| 13   | Sébastien Buemi        | Nissan e.dams                    | 1:32.209 | –         | 13    |
| 14   | Jake Dennis            | BMW i Andretti Motorsport        | 1:32.247 | –         | 14    |
| 15   | Stoffel Vandoorne      | Mercedes-EQ Formula E Team       | 1:32.277 | –         | 15    |
| 16   | Sam Bird               | Jaguar Racing                    | 1:32.281 | –         | 16    |
| 17   | Lucas di Grassi        | Audi Sport ABT Schaeffler        | 1:32.303 | –         | 17    |
| 18   | Edoardo Mortara        | ROKiT Venturi Racing             | 1:32.329 | –         | 18    |
| 19   | André Lotterer         | TAG Heuer Porsche Formula E Team | 1:32.339 | –         | 19    |
| 20   | Nico Müller            | Dragon / Penske Autosport        | 1:32.344 | –         | 20    |
| 21   | Tom Blomqvist          | NIO Formula E Team               | 1:32.630 | –         | 21    |
| 22   | Oliver Turvey          | NIO 333 FE Team                  | 1:32.633 | –         | 22    |
| 23   | Nyck de Vries          | Mercedes-EQ Formula E Team       | 1:33.070 |           | 24    |
| 24   | Sérgio Sette Câmara    | Dragon / Penske Autosport        | –        |           | 23    |

### Rennen
| Pos. | Fahrer                 | Team                             | Runden | Zeit      | Start |
| ---- | ---------------------- | -------------------------------- | ------ | --------- | ----- |
| 01   | António Félix da Costa | DS Techeetah                     | 26     | 47:20.697 | 01    |
| 02   | Robin Frijns           | Envision Virgin Racing           | 26     | +2.848    | 03    |
| 03   | Mitch Evans            | Panasonic Jaguar Racing          | 26     | +2.872    | 04    |
| 04   | Jean-Éric Vergne       | DS Techeetah                     | 26     | +3.120    | 02    |
| 05   | Maximilian Günther     | BMW i Andretti Motorsport        | 26     | +3.270    | 05    |
| 06   | Oliver Rowland         | Nissan e.dams                    | 26     | +3.865    | 6     |
| 07   | Sam Bird               | Jaguar Racing                    | 26     | +4.150    | 16    |
| 08   | Nick Cassidy           | Panasonic Jaguar Racing          | 26     | +4.752    | 07    |
| 09   | Alex Lynn              | Mahindra Racing                  | 26     | +5.759    | 9     |
| 10   | Lucas di Grassi        | Audi Sport ABT Schaeffler        | 26     | +6.225    | 17    |
| 11   | Sébastien Buemi        | Nissan e.dams                    | 26     | +6.567    | 13    |
| 12   | Edoardo Mortara        | ROKiT Venturi Racing             | 26     | +7.097    | 18    |
| 13   | Norman Nato            | ROKiT Venturi Racing             | 26     | +8.507    | 12    |
| 14   | Tom Blomqvist          | NIO Formula E Team               | 26     | +9.240    | 21    |
| 15   | Sérgio Sette Câmara    | Dragon / Penske Autosport        | 26     | +9.499    | 23    |
| 16   | Jake Dennis            | BMW i Andretti Motorsport        | 26     | +9.822    | 14    |
| 17   | André Lotterer         | TAG Heuer Porsche Formula E Team | 26     | +10.503   | 19    |
| 18   | Nico Müller            | Dragon / Penske Autosport        | 26     | +11.450   | 20    |
| 19   | Oliver Turvey          | NIO 333 FE Team                  | 26     | +12.067   | 22    |
| –    | Nyck de Vries          | Mercedes-EQ Formula E Team       | 23     | DNF       | 24    |
| –    | Stoffel Vandoorne      | Mercedes-EQ Formula E Team       | 21     | DNF       | 15    |
| –    | Pascal Wehrlein        | TAG Heuer Porsche Formula E Team | 21     | DNF       | 08    |
| –    | René Rast              | Audi Sport ABT Schaeffler        | 18     | DNF       | 10    |
| –    | Alexander Sims         | Mahindra Racing                  | 0      | DNF       | 11    |

## Meisterschaftsstände nach dem Rennen
Die ersten Zehn des Rennens bekamen 25, 18, 15, 12, 10, 8, 6, 4, 2 bzw. 1 Punkt(e). Zusätzlich gab es drei Punkte für die Pole-Position und einen Punkt für den Fahrer unter den ersten Zehn, der die schnellste Rennrunde erzielte.

### Fahrerwertung
| Pos. | Fahrer                 | Punkte |
| ---- | ---------------------- | ------ |
| 01   | Robin Frijns           | 62     |
| 02   | Nyck de Vries          | 57     |
| 03   | Mitch Evans            | 54     |
| 04   | António Félix da Costa | 52     |
| 05   | Sam Bird               | 49     |
| 06   | Stoffel Vandoorne      | 48     |
| 07   | Jean-Éric Vergne       | 46     |
| 08   | René Rast              | 39     |
| 09   | Oliver Rowland         | 35     |
| 10   | Jake Dennis            | 33     |
| 11   | Edoardo Mortara        | 32     |
| 12   | Pascal Wehrlein        | 32     |
| 13   | Nico Müller            | 30     |

| Pos. | Fahrer              | Punkte |
| ---- | ------------------- | ------ |
| 14   | Alex Lynn           | 27     |
| 15   | Alexander Sims      | 24     |
| 16   | Maximilian Günther  | 22     |
| 17   | Nick Cassidy        | 19     |
| 18   | André Lotterer      | 18     |
| 19   | Lucas di Grassi     | 14     |
| 20   | Oliver Turvey       | 13     |
| 21   | Sérgio Sette Câmara | 12     |
| 22   | Sébastien Buemi     | 11     |
| 23   | Norman Nato         | 11     |
| 24   | Tom Blomqvist       | 5      |
| –    | Felix Rosenqvist    | 0      |

### Teamwertung
| Pos. | Team                       | Punkte |
| ---- | -------------------------- | ------ |
| 01   | Mercedes-EQ Formula E Team | 105    |
| 02   | Panasonic Jaguar Racing    | 103    |
| 03   | DS Techeetah               | 98     |
| 04   | Envision Virgin Racing     | 81     |
| 05   | BMW i Andretti Motorsport  | 55     |
| 06   | Audi Sport ABT Schaeffler  | 53     |

| Pos. | Team                             | Punkte |
| ---- | -------------------------------- | ------ |
| 07   | Mahindra Racing                  | 51     |
| 08   | TAG Heuer Porsche Formula E Team | 50     |
| 09   | Nissan e.dams                    | 46     |
| 10   | ROKiT Venturi Racing             | 43     |
| 11   | Dragon / Penske Autosport        | 42     |
| 12   | NIO 333 FE Team                  | 18     |